# NGC 2565
NGC 2565 è una galassia a spirale barrata situata nella costellazione del Cancro, a una distanza di circa 183 milioni di anni luce dalla nostra Via Lattea.

## Scoperta
La galassia è stata scoperta nel 1886 dall'astronomo britannico di origine tedesca J. Gerhard Lohse.

## Descrizione
NGC 2565 ha una classe di luminosità II-III e presenta una larga riga a 21 cm dell'idrogeno neutro. Il bulbo galattico occupa una regione molto ristretta, per cui la galassia è classificata di tipo RET (retired nucleus). NGC 2565 è inoltre una galassia starburst, cioè è sede di una intensa attività di formazione stellare.
Le recenti immagini ottenute nel corso dell'indagine SDSS mostrano chiaramente la presenza di un anello che contorna la galassia, indicato con (R') nel sistema di classificazione morfologica delle galassie.
Il nucleo di NGC 2565 mostra la presenza di emissioni nell'ultravioletto, per cui la galassia è inserita nel catalogo di Markarian con il codice Mrk 386 (MK 386).

## Supernove
All'interno di NGC 2565 sono state scoperte due supernove: SN 1960M e SN 1992I.

### SN 1960M
La supernova è stata scoperta il 26 ottobre 1960 da Alercio M. Gomes dall'Osservatorio di Monte Palomar. Non è stata determinata la tipologia a cui apparteneva la supernova.

### SN 1992I
Scoperta il 29 febbraio 1992 dall'astronomo amatoriale francese Christian Buil. La supernova è stata classificata di tipo II.

## Gruppo di NGC 2545
NGC 2565 fa parte del Gruppo di NGC 2545. Gli altri membri del gruppo sono NGC 2545, UGC 4308, CGCG 119-44 e CGCG 119-56.